# ویکی‌پدیای یوروبایی
ویکی‌پدیای یوروبایی نسخه یوروبایی وب‌گاه ویکی‌پدیا است.  زبان یوروبایی تا ۱۹ اوت ۲۰۱۱ بابیش‌از ۲۹,۰۰۰ مقاله در رده هفتادودو ویکی‌پدیاها قرار گرفته‌است.